# Excel Saga
Excel Saga (яп. エクセル・サーガ, Екусеру Сагга, укр. Ексель Сага) — манґа японського художника Рікудо Косі. Була екранізована як пародійний аніме-серіал.

## Сюжет
Події відбуваються в основному в місті Ф, перфектури Ф, Японії. Єдиного сюжету немає, паралельно розгортаються кілька сюжетних ліній:
- історія організації Акросс,
- історія Департаменту Безпеки,
- історія інопланетної цивілізації Пучу,
- історія емігранта Педро.